# Franz Julius Anders
Franz Julius Anders (* 17. November 1816 in Budissin (heute Bautzen); † 30. Januar 1869 in Berlin) war ein deutscher Stenograf.

## Leben
Aus kleinen Verhältnissen hervorgegangen, besuchte Anders das Gymnasium seiner Heimatstadt und studierte dann Arzneiwissenschaft auf der Chirurgisch-Medicinischen Akademie zu Dresden und der Universität Leipzig, wo er auch promovierte und die ärztliche Prüfung ablegte.
Anfangs in Dresden und später als Militärarzt in Leipzig praktizierend, wandte er sich mehr und mehr der Beschäftigung mit der Stenografie zu, die er 1838 in Dresden bei Gabelsbergers Schüler Franz Wigard erlernt hatte. Schon 1839–1840 und wiederum 1842–1843 fungierte Anders in Dresden als amtlicher Stenograf bei Aufnahme der Landtagsverhandlungen. In Leipzig gründete er am 4. Juli 1846 den ersten Stenografenverein der Gabelsberger'schen Schule.
Im Jahre 1847 siedelte Anders auf Anregung des Handelskammerpräsidenten Hansemann nach Aachen über und von da mit dem Minister gewordenen Hansemann nach Berlin, wo er seinen ärztlichen Beruf vollständig fallen ließ. Wir finden ihn dort zunächst als Privatsekretär bei Hansemann, dann als amtlichen Stenografen beim ersten Vereinigten Landtage, in der preußischen Nationalversammlung 1848, im preußischen Herrenhause (I. Kammer), deren stenographisches Bureau er 1849 bis 1855 leitete, und im norddeutschen Reichstage 1867.
Als entschiedener Gegner des Stolze'schen Systems suchte er der Gabelsberger'schen Stenografie in Berlin durch Unterricht einen festeren Grund zu geben und gründete dort 1849 und nochmals 1862 Gabelsberger'sche Vereine.
Als Theoretiker war Anders minder bedeutend, doch wählte ihn die erste Versammlung Gabelsberger'scher Stenografen in München 1852 mit zum Preisrichter bei dem Ausschreiben eines guten kleinen Lehrbuches der Gabelsberger'schen Stenografie, und 1864–1868 gehörte er dem Systemausschuss der Gabelsberger'schen Schule als Mitglied an.
Auch seine literarische Tätigkeit war inhaltlich nicht von wesentlicher Bedeutung. Außer Beiträgen für die Münchener Stenographischen Blätter verfasste er 1852 das Werkchen F. X. Gabelsberger und seine Verdienste um die Stenographie und ließ 1855 (Köslin bei Hendeß) den Entwurf einer allgemeinen Geschichte und Literatur der Stenographie erscheinen. Diese letztere Veröffentlichung fand als erste besondere deutsche Arbeit über den Gegenstand Beachtung, kann aber jetzt nur noch historisches Interesse beanspruchen. Sie ist bei allem Fleiß nicht wissenschaftlich gehalten, sondern eine unkritische und wenig zuverlässige Kompilation in phrasenreicher Ausdrucksweise und mit mancherlei Wunderlichkeiten. Die tatsächlichen Nachrichten hat Anders aus einer Menge von Fachliteratur zusammengetragen; die angehängte bibliographische Übersicht beruht zum großen Teil auf Namurs Bibliographie paléographico-diplomatico-bibliologique générale (Lüttich 1838).
Bei der Unsicherheit des stenografischen Berufs, in dem es damals noch viel weniger feste Anstellungen gab als jetzt, hatte Anders oft mit Not zu kämpfen, blieb aber trotzdem der stenografischen Sache treu ergeben.
Von andauernder Krankheit und zunehmenden Misslichkeiten erlöste ihn der Tod am 30. Januar 1869 im Berliner Krankenhause. Den größten Teil seiner mit vielen Opfern angesammelten stenografischen Fachbibliothek, auf deren Grund sein Entwurf entstanden war, hatte er schon 1857 an das Königliche Stenographische Institut in Dresden veräußert.